# Ото Хан

Ото Хан (на немски: Otto Hahn) е германски химик, един от основоположниците на радиационната химия. През 1944 г. получава Нобелова награда за химия за откритието на ядреното делене (при урана). Открива ядрения изомеризъм. Често е наричан „баща на ядрената химия“.
Служи като последен президент на научното общество „Кейзер Вилхелм“ от 1946 г. и като основател и президент на обществото Макс Планк от 1948 до 1960 г. Считан от мнозина за модел на научно превъзходство и личен интегритет, той става един от най-влиятелните и най-уважавани граждани на следвоенна Западна Германия.
Хан е противник на нацизма и антисемитизма на Нацистката партия. Алберт Айнщайн (който е роден шест дни след него) пише, че Хан е един от малцината, стояли непреклонни и правили всичко по силите си през тези трудни години. След Втората световна война Хан участва в кампании срещу използването на ядрени оръжия.

## Произход и образование (1879 – 1904)
Роден е на 8 март 1879 година във Франкфурт на Майн, Германска империя, най-малкото дете в семейството на Хайнрих Хан (1845 – 1922), заможен стъклар и предприемач, и Шарлоте Хан (по баща Гизе, 1845 – 1905).
Заедно с братята си Карл, Хайнер и Юлиус, Ото е отгледан в защитена среда. На 15-годишна възраст той развива интерес в химията и прави прости опити в пералното помещение на дома си. Баща му иска той да се занимава с архитектура, тъй като вече е построил или се е сдобил с няколко жилищни и бизнес имота, но Ото го убеждава, че амбицията му е да стане промишлен химик. През 1897 г. завършва Клингер Оберреалшуле във Франкфурт и започва да учи химия и минералогия в Марбургския университет. Негови допълнителни предмети са физика и философия. Хан се присъединява към асоциация на студентите по природни науки и медицина. Прекарва третия и четвъртия си семестър, учейки се от Адолф фон Байер в Мюнхенския университет. През 1901 г. Хан защитава докторска дисертация в Марбург, озаглавена „За производните на брома от изоевгенол“, тема от класическата органична химия.
След като завършва едногодишната си военна служба, младият химик се връща в университета в Марбург, където в продължение на две години работи като асистент на професор Теодор Цинке.
Неговият дългогодишен научен колега Николаус Рил твърди, че семейството му има еврейска жилка, но това не възпрепятства академичната кариера на Хан по време на нацизма. Според журналиста Бернт Енгелман, Хан често е считан за евреин, поради еврейско-звучащото му фамилно име, но заявява, че Хан е имал единствено еврейски предшественици от майчина страна, макар Гизе (моминското име на майка му) да не е традиционно еврейско име. Енгелман твърди, че тази еврейска жилка е „тревожно пазена тайна“, която е потулена, тъй като немската наука не може да си позволи загубата на този учен с огромна международна репутация. Въпреки това, други биографи са скептични основно твърдението за еврейското му потекло, отбелязвайки, че Енгелман прави многобройни фактологични грешки в книгата си. Има спекулации, че това може да е било зъл слух, подобен на този, засегнал Макс Планк, който е фалшиво обвинен от враговете си в Райха, че има еврейски предшественици по майчина линия.

## Изследвания в Лондон и Монреал (1904 – 1906)

### Откриване на радиоторий и други нови елементи
Намерението на Хан е да работи в промишлеността. С това наум, а и за да подобри английския си, той поема пост в Университетски колеж Лондон през 1904 г., работейки със сър Уилям Рамзи, който открива благородните газове. Тук Хан работи в областта на радиационната химия, която по това време е нова наука. В началото на 1905 г., работейки със соли на радий, Хан открива ново вещество, наречено радиоторий (торий-228), който по това време се счита за нов радиоактивен елемент (всъщност е нов изотоп на познатия торий – терминът изотоп е въведен чак през 1913 г.).
По време на сесия на Британското кралско научно дружество от 16 март 1905 г. Рамзи комуникира откритието на Хан, радиотория, и дори пресата изявява интерес от това. За пръв път името на Ото Хан е споменато във връзка с изследванията на радий и откритието му е публикувано от Кралското научно дружество на 24 март 1905 г. Това е първата от над 250 научни публикации на Ото Хан в областта на радиохимията. През май 1905 г. Рамзи пише на Ърнест Ръдърфорд: „Хан е голям приятел и работата му е възхитителна. Сигурен съм, че ще ти хареса да работиш с него“. Ръдърфорд се съгласява и от септември 1905 до средата на 1906 г. Хан работи с неговия екип в университета Макгил в Монреал, Канада, където открива торий C (по-късно идентифициран като полоний-212), радий D (по-късно идентифициран като олово-210) и радиоактиний (по-късно идентифициран като торий-227) и изучава алфа-лъчението на радиотория, докато Ръдърфорд по това време казва: „Хан има специално обоняние за откриване на нови елементи“.

## Изследвания в Берлин (1906 – 1944)

### Откриване на мезоторий I (Ra 228)
През 1906 г. Хан се връща в Германия, където си сътрудничи с Емил Фишер в Берлинския университет. Фишер осигурява бивш дърводелски цех за провеждане на лабораторни опити. Там, за няколко месеца и използвайки изключително елементарен апарат, Хан открива мезоторий I, мезоторий II и, независимо от Бертрам Болтууд, веществото майка на радия, йоний (по-късно идентифициран като торий-230). В последвалите години мезоторий I (радий-228) има голямо значение, защото както радий-226 (открит от Пиер и Мария Кюри), той е доста подходящ за употреба в медицинското лечение с облъчване.
През 1914 г. за откритието си на мезоторий I (радий-228) Ото Хан е номиниран за Нобелова награда за химия от Адолф фон Байер и през юни 1907 г. Хан вече е квалифициран да преподава в Берлинския университет. На 28 септември 1907 г. той се запознава с австрийската физичка Лиза Майтнер, която е на сходна възраст и се е преместила от Виена в Берлин. Така започва 30-годишното им сътрудничество и доживотно близко приятелство.

### Откриване на радиоактивния откат
След като физичката Хариет Брукс наблюдава радиоактивен откат през 1904 г., но го интерпретира погрешно, Ото Хан успява в края на 1908 и началото на 1909 г. да демонстрира радиоактивния откат, произтичащ от излъчването на алфа-частици и го интерпретира вярно. Физикът Валтер Герлах описва това като „изключително важно откритие във физиката с големи последици“. Ръдърфорд, по това време в Манчестър, пише в писмо до майка си: „Той върши най-добра работа в Германия към момента“.
През 1910 г. Хан е повишен на професор от пруския министър на културата и образованието, Август фон Трот цу Солц, а през 1912 става ръководител на Департамента по радиоактивност към новооткрития Институт по химия „Кайзер Вилхелм“. Наследявайки Алфред Щок, Хан е президент на института от 1928 до 1946 г. През 1924 г. Хан става пълноправен член на Пруската академия на науките.

### Брак с Едит Юнганс
През юни 1911 г., докато присъства на конференция в Щетин, Ото Хан среща младата Едит Юнганс (1887 – 1968), студентка по изкуство в Кралското училище по изкуство в Берлин. На 22 март 1913 г. двойката сключват брак в родния град на Едит, Щетин, където баща ѝ, Паул Фердинанд Юнганс, е високопоставен граждански офицер и президент на градския парламент до смъртта си през 1915 г. Единственото им дете, Хано, е родено през 1922 г. и става историк на изкуството и архитектурен изследовател в Рим. През август 1960 г., докато е на учебно пътешествие из Франция, Хано Хан загива в автомобилна катастрофа, заедно с жена си, Илсе Хан. Оставят сирак, 14-годишния им син Дитрих.

### Първа световна война
През август 1914 г. Хан е привикан в редиците на Ландвера. С полка си преминава през Белгия, където взводът, който командва, е въоръжен с плячкосани картечници, с които нападат неуспешно при Ипър. Той е радостен участник в Коледното примирие същата година. През януари 1915 г. е извикан от Фриц Хабер, който му разяснява план за пробив през задъненото окопано положение чрез хлор. След кратко обучение в Берлин с Джеймс Франк и Густав Лудвиг Херц, Хан е изпратен обратно във Фландрия, за да проучи за място за нападение, на което не присъства, тъй като той и Франк са изпратени да избират място за следващата атака. На 12 юни 1915 г. е прехвърлен в Полша, където става свидетел на смъртната агония на руснаците, които са отровили. След това е изпратен в Берлин, където става опитно зайче за опити с отровни газове и противогази. Това е прекъснато от застой на фронта във Фландрия и отново през 1916 г. от мисия към Вердюн, където са въведени снаряди, пълни с фосген и иприт. След това отново бива изпращан по двата фронта, за да търси места за газови атаки. През декември 1916 г. е назначен в новосформирана газова командна единица към Имперския щаб.
През септември 1917 г. той е един от трите офицера, дегизирани в австрийски униформи и изпратени на фронта при Исонзо в Италия в търсене на подходящо място за нападение, използвайки новоразработени мортири, които едновременно хвърлят стотици контейнери с отрова срещу вражеските мишени. Те избират място, където италианските окопи са позиционирани в дълбока долина, така че газовият облак да се задържи. Атаката срещу Капорето пробива италианската линия и Централните сили навлизат в голяма част от Северна Италия. През 1918 г. третата немска офанзива на запад пробива линиите на Антантата след масирано обгазяване от мортирите им. Това лято Хан е твърде отслабнал, за да работи, вероятно отровен с фосген. Към края на войната той е на бойното поле в цивилни дрехи на тайна мисия да изпробва тенджера, която се нагрява и изпуска облак арсен.

### Откриване на протактиния
През декември 1916 г., когато е стациониран в Берлин, Хан има възможността да продължи с радиохимичните си изследвания в института. През 1917 – 1918 г. Хан и Майтнет изолират елемент, който наричат „прото-актиний“. Още през 1913 г. Казимир Фаянс изолира елемент с кратък живот (по-късно идентифициран като 234mPa) и нарича веществото „бревий“. Двата елемента са различни изотопи на един и същ неоткрит елемент под номер 91.
За откритието си Хан и Майтнер са номинирани за Нобелова награда за химия през 1920-те години от ред учени, сред които Виктор Голдшмит и дори самия Фаянс. През 1949 г. Международният съюз за чиста и приложна химия окончателно дава името на новия елемент протактиний и потвърждава откритието на Хан и Майтнер.

### Откриване на ядрения изомеризъм
През февруари 1921 г. Ото Хан публикува първия доклад върху откриването на уран Z (по-късно идентифициран като 234Pa), първият пример за ядрен изомеризъм. Герлах отбелязва, че това е „откритие, което не е разбрано за времето си, но по-късно става доста значимо за ядрената физика“. Едва през 1936 г. Карл Фридрих фон Вайцзекер предоставя теоретично обяснение за феномена ядрен изомеризъм. За това откритие, чието пълно значение е разбрано от малцина, Хан отново е предложен, от 1923 до 1929 г., за Нобелова награда за химия от Бернхард Наунин, Виктор Голдшмит и Макс Планк.

## Откриване на ядреното делене
Заедно с Лиза Майтнер и асистента му Фриц Щрасман (1902 – 1980), Ото Хан продължава изследванията на Енрико Ферми и екипа му през 1934 г., когато обстрелва уран с неутрони. До 1938 г. се смята, че елементите с атомни номера над 92 (познати като трансуранови елементи) се получава, когато уранови атоми се бомбардират с неутрони.
Между 1934 и 1938 г. Хан, Майтнер и Щрасман откриват голям брой радиоактивни продукти, като считат всичките за трансуранови. По това време съществуването на актиниди не е установено, а за урана се смята, че е елемент от 6 група, подобен на волфрама. Поради това се счита, че първите трансуранови елементи ще са подобни на елементите от 7 – 10 групи (рений, платиноиди). Групата на Хан установява наличието на множество изотопи на поне четири такива елемента и погрешно ги идентифицира като елементи с атомни номера от 93 до 96. Те са първите учени, измерили периода на полуразпад на 239U и установили химически, че това е изотоп на урана, но не успяват да продължат това изследване до логическото му заключение и да идентифицират продукта на разпад на 239U – нептуний (истинският елемент 93). Тази задача е довършена от Едуин Макмилан и Филип Абелсън през 1940 г.
На 13 юли 1938 г. с помощта на Хан, Майтнер (която е родена в еврейско семейство) избягва в Нидерландия. Преди да напусне страната, Хан ѝ подарява диамантен пръстен, който е наследил от майка си, за да го използва да подкупи граничарите, ако се наложи. След това Майтнер емигрира в Стокхолм, а Хан продължава работата си с Щрасман. Към края на 1938 г. те откриват доказателства за изотопи на алкален земен метал в пробата си. Металът е засечен чрез използването на органична бариева сол. Намирането на алкален земен метал от 2 група е проблематично, тъй като логически не се вписва с другите елементи, открити до момента. Първоначално Хан подозира, че това е радий, произведен от разделянето на две алфа-частици от ураниево ядро. По това време научният консенсус е, че дори разделянето на две алфа-частици чрез този процес е слабо вероятно. Идеята за превръщането на уран в барий (чрез отделянето на около 100 нуклона) се е смятала за абсурдна. На 10 ноември, по време на посещение в Копенхаген, където е поканен на лекция на Нилс Бор, Хан дискутира тези резултати с Бот, Майтнер и Ото Фриш. По-нататъшните усъвършенствания на техниката, водещи до решителен експеримент на 16 – 17 декември 1938 г., дават озадачаващи резултати: трите изотопа определено не се държат като радий, а като барий. Хан, който не информира физиците в института си, описва резултатите в ексклузивно писмо до Майтнер на 19 декември, в което той разкрива озадачението си от това как от урана се струи барий и я пита дали има възможно обяснение на феномена. Майтнер се съгласява, че резултати наистина са трудни за приемане, но не и невъзможни.
На 22 декември 1938 г. Хан изпраща ръкопис на научното списание Die Naturwissenschaften, в който докладва радиохимичните резултати, които биват публикувани на 6 януари 1939 г. На 27 декември Хан телефонира на главния редактор на списанието и поисква да добави абзац към статията, спекулирайки, че някои от елементите в платиновата група, наблюдавани в излъчванията на урана и първоначално интерпретирани като трансуранови елементи, всъщност може би са технеций (тогава наричан мазурий). Към януари 1939 г. той вече е достатъчно убеден, че образуване на леки елементи възниква в неговото устройство и публикува ново издание на статията, в което връща назад някои от предишните си твърдения за наблюдаването на трансуранови елементи и съседи на урана и вместо това заключава, че това са леки платиноиди, барий, лантан и церий.
Като химик, Хан не е склонен да предложи революционно откритие във физиката. Обаче, Майтнер и племенникът ѝ, младият физик Ото Фриш, достигат до същото заключение като Хан и успяват да разработят първата теоретична интерпретация на ядреното делене – терминът, който е предложен от Фриш и който впоследствие става известен. През следващите няколко месеца Фриш и Майтнер публикуват две статии, дискутиращи и експериментално потвърждаващи хипотезата.
Във втората си публикация относно ядреното деление в Die Naturwissenschaften от 10 февруари 1939 г. Ото Хан и Фриц Щрасман използват за пръв път термина „ураново делене“ (на немски: Uranspaltung) и предсказват съществуването и освобождаването на допълнителни неутрони по време на процеса на делене, за който Фредерик Жолио-Кюри и екипа му доказват, че представлява верижна реакция през март 1939 г.
По време на войната Хан продължава работата си заедно с асистентите си. Към 1945 г. той вече има списък с 25 елемента и около 100 изотопа, чието съществуване доказва. През 1944 г. лабораторията и офисът му са унищожени от бомби, а по-късно същата година Химичния институт се мести в южната част на Германия.

## Интерниране в Англия (1945)
Към края на войната през 1945 г. Хан е подозиран, че работи по немската ядрена програма за разработване на атомен реактор или атомна бомба, но единствената му връзка с това е откриването на ядреното делене.
През април 1945 г. Хан и още девет водещи немски физици (сред които Макс фон Лауе, Вернер Хайзенберг и Карл Фридрих фон Вайцзекер) са взети под стража по време на мисия „Алсос“ и са интернирани в Годманчестър, близо до Кембридж в Англия от 3 юли 1945 до 3 януари 1946 г. Там всеки разговор, вътре и навън, се записва от скрити микрофони. Началникът на интерната отбелязва, че Хан определено е приятелски настроен към англичаните и американците. В интерната немските учени научава за пускането на атомните бомби над Хирошима и Нагасаки от американските военновъздушни сили на 6 и 9 август 1945 г. Хан е на ръба на отчаянието. Той се чувства лично отговорен за смъртта на хиляди японци. Макс фон Лауе е неотменно до него, докато отмине кризата му, тъй като се опасява, че Хан ще посегна на живота си. Успокоен е с помощта на алкохол. На 3 януари 1946 г. групата е върната в Гьотинген, който вече се контролира от британските окупационни власти.

## Нобелова награда за химия
На 15 ноември 1945 г. Кралската шведска академия на науките обявява, че Хан получава Нобеловата награда за химия за 1944 г. „за откритието му на деленето на тежките атомни ядра“. Когато това е обявено, Хан все още е интерниран в Англия и местоположението му е неизвестно – Нобеловият комитет не успява да му изпрати поздравителна телеграма. Хан научава за наградата си чрез вестник The Daily Telegraph.
На 4 декември Хан е убеден от двама от похитителите си да напише писмо до Нобеловия комитет, приемайки наградата, но и заявявайки, че няма да може да присъства на церемонията по награждаването. Хан присъства на церемонията другата година. На 10 декември 1946 г. шведският крал Густав V му връчва Нобеловия медал и диплома.
Ото Хан е номиниран 22 пъти за Нобелова награда за химия от 1914 до 1945 г. и 16 пъти за Нобелова награда за физика от 1937 до 1947 г. От 1948 до 1960 г. Ото Хан е основател и президент на новообразуваното общество Макс Планк за напредък в науката, което успява да постигне славата на бившото общество Кайзер Вилхелм.
Веднага след Втората световна война Хан се обявява строго срещу употребата на ядрена енергия за военни цели. След 1957 г. Хан е многократно номиниран за Нобелова награда за мир от редица международни организации.

## Смърт и памет
Ото Хан умира на 28 юли 1968 г. в Гьотинген на 89-годишна възраст. След смъртта му има няколко предложения химичните елементи с атомни номера 105 и 108 да бъдат наименувани в негова чест. В негова чест е наречен атомния кораб „Ото Хан“.